# Европско првенство у атлетици у дворани 1975 — 400 метара за жене
Такмичење у дисциплини трчања на 400 метара у женској конкуренцији на 6. Европском првенству у атлетици у дворани 1975. године одржано је 8 и 9. марта. у Спортско-забавној дворани Сподек у Катовицама, (Пољска).
Титулу европске првакиње освојену на Европском првенству у дворани 1974. у Гетеборгу бранила је Надежда Иљина из Совјетског Савеза.

## Земље учеснице
Учествовало је 6 атлетичарки из 4 земље.
1. Бугарска (1)
2. Пољска (1)
3. Совјетски Савез (3)
4. Уједињено Краљевство (1)

## Рекорди
| Рекорди пре почетка Европског првенства у дворани 1973. | Рекорди пре почетка Европског првенства у дворани 1973. | Рекорди пре почетка Европског првенства у дворани 1973. | Рекорди пре почетка Европског првенства у дворани 1973. | Рекорди пре почетка Европског првенства у дворани 1973. | Рекорди пре почетка Европског првенства у дворани 1973. |
| ------------------------------------------------------- | ------------------------------------------------------- | ------------------------------------------------------- | ------------------------------------------------------- | ------------------------------------------------------- | ------------------------------------------------------- |
| Светски рекорд                                          | Надежда Иљина                                           | Совјетски Савез                                         | 52,44                                                   | Гетеборг, Шведска                                       | 14. март 1974                                           |
| Европски рекорд                                         | Надежда Иљина                                           | Совјетски Савез                                         | 52,44                                                   | Гетеборг, Шведска                                       | 14. март 1974                                           |
| Рекорди европских првенстава                            | Надежда Иљина                                           | Совјетски Савез                                         | 52,44                                                   | Гетеборг, Шведска                                       | 14. март 1974                                           |
| Рекорди после завршеног Европског првенства 1973.       |                                                         |                                                         |                                                         |                                                         |                                                         |
| Нових рекорда није било.                                |                                                         |                                                         |                                                         |                                                         |                                                         |

## Освајачи медаља
|                                   |                               |                                |
| Верона Елдер Уједињено Краљевство | Надежда Иљина Совјетски Савез | Инта Климовича Совјетски Савез |

## Резултати

### Квалификације
Одржане 8. марта. Такмичарке су биле подељене у две групе, а побдевице група (КВ) и две на поснову постигнтог резултата (кв) пласирале су се у финале.
| Пласман | Група | Атлетичарка       | Земља                | Резултат | Белешка |
| ------- | ----- | ----------------- | -------------------- | -------- | ------- |
| 1.      | 1     | Верона Елдер      | Уједињено Краљевство | 53,99    | КВ      |
| 2.      | 2     | Надежда Иљина     | Совјетски Савез      | 54,29    | КВ      |
| 3.      | 1     | Људмила Аксјанова | Совјетски Савез      | 54,19    | кв      |
| 4.      | 2     | Иинта Кклимовича  | Совјетски Савез      | 54,48    | кв      |
| 5.      | 1     | Данзта Пјечик     | Пољска               | 55,55    |         |
| 6       | 2     | Јорданка Филипова | Бугарска             | НЗ       |         |

### Финале
Одржано 9. марта.
| Место | Атлетичар         | Земља                | Резултат | Белешка |
| ----- | ----------------- | -------------------- | -------- | ------- |
|       | Верона Елдер      | Уједињено Краљевство | 52,68    |         |
|       | Надежда Иљина     | Совјетски Савез      | 53,21    |         |
|       | Иинта Кклимовича  | Совјетски Савез      | 53,91    |         |
| 4.    | Људмила Аксјанова | Совјетски Савез      | 54,01    |         |

## Укупни биланс медаља у трци на 400 метара за жене после 6. Европског првенства на отвореном 1970—1975.
|    | Земља                |   |   |   |    |
| -- | -------------------- | - | - | - | -- |
| 1. | Уједињено Краљевство | 3 | 0 | 0 | 3  |
| 2. | Западна Немачка      | 1 | 3 | 1 | 5  |
| 3. | СССР                 | 1 | 2 | 1 | 4  |
| 4. | Југославија          | 1 | 0 | 0 | 1  |
| 5. | Источна Немачка      | 0 | 1 | 2 | 3  |
| 6. | Аустрија             | 0 | 0 | 1 | 1  |
| 6. | Француска            | 0 | 0 | 1 | 1  |
|    | Укупно {7}           | 6 | 6 | 6 | 18 |

|    | Атлетичарка   | Земља           |   |   |   |   |
| -- | ------------- | --------------- | - | - | - | - |
| 1. | Кристел Фрезе | Западна Немачка | 1 | 1 | 0 | 2 |
| 2. | Инге Бединг   | Западна Немачка | 0 | 2 | 0 | 2 |
| 3. | Валтрауд Дич  | Источна Немачка | 0 | 1 | 1 | 2 |